# Kebechet
Na mitologia Egípcia, Kebechet (escrito em hieróglifos como Qeb-a hwt, e também transliterado como Khebhut, Kebehut, Qébéhout, Kabehchet e Kebehwet) é uma deusa, uma deificação do líquido de embalsamamento. Seu nome significa água de resfriamento.

## Mitos
Kebechet é filha de Anubis e sua esposa Anput. Nos Textos das Pirâmides, Kebechet é referida como uma serpente que "refresca e purifica" o faraó.
Kebechet foi pensado dar água aos espíritos dos mortos enquanto esperavam a mumificação até à conclusão do processo. Ela foi, provavelmente, relacionada com a mumificação, onde iria fortalecer o corpo contra a corrupção, por isso, iria continuar fresco para a reanimação pelo falecido ka.